# Julia Tukai Zvobgo
Julia Tukai Zvobgo (tên khai sinh Julia Tukai Whande; 8 tháng 11 năm 1937 - 16 tháng 2 năm 2004) là một nhà hoạt động và chính trị gia người Zimbabwe.

## Tuổi thơ
Julia là người thứ ba được sinh ra trong một gia đình có năm gái và hai trai. Bà đã học giáo dục tiểu học tại ba trường truyền giáo sau đó tiếp tục đến Tegwani để học trung học, và sau đó đăng ký đào tạo giáo viên tại Gutu Mission. Bà đã đủ điều kiện làm giáo viên vào năm 1958, và sau đó tiếp tục nhiệm vụ Usher vào năm 1961, nơi bà theo đuổi bằng tốt nghiệp Khoa học trong nước. Trong khi ở Usher, bà gặp người chồng tương lai của mình là Cde Eddison Jonas Mudadirwa Zvobgo, người đã sớm rời Hoa Kỳ để học tại Đại học Tufts ở Massachusetts với học bổng. Ngay sau khi họ kết hôn, bà đã mang thai đứa con đầu lòng Kerina, và kết quả là phải ở trong nhà với gia đình ở Shurugwi.

## Sự nghiệp chính trị
Kinh nghiệm đầu tiên của Julia Zvobgo đối với sự đàn áp phân biệt chủng tộc là khi bà chứng kiến vụ bắt giữ chồng mình, khi đó trở về Zimbabwe từ Mỹ. Chồng bà sau đó bị kết án 18 tháng tù. Sau khi trở thành một thành viên của Zanu trong quá trình hình thành của tổ chức này vào tháng 8 năm 1963, Zvobgo và những phụ nữ trẻ khác mang gánh nặng của sự phân biệt chủng tộc đàn áp đỉnh cao của thuộc địa đối với mặt trận Rhodesian. Lệnh cấm Zanu năm 1964 đã khiến chồng bà bị bắt và bị giam giữ sáu năm tại Sikombela và các trại giam khác trên toàn quốc gia. Kết quả là, bà đã chuyển đến Vương quốc Anh, từ năm 1968-1971, bà học tại Vương quốc Anh và tại Hillcroft ở Surrey và sau đó, trên một học bổng của Liên hợp quốc, bà đã hoàn thành bằng tốt nghiệp Quản lý thể chế tại Đại học Bách khoa Leeds. Sau đó, bà tiếp tục học cao hơn vào năm 1975 tại Hoa Kỳ, nơi chồng bà đang học và giảng dạy. Năm 1977, bà lấy bằng Cử nhân Khoa học Chính trị tại Đại học Lewis ở Illinois, Hoa Kỳ. Khi chồng bà đi Mozambique để tham gia cùng những người khác trong cuộc đấu tranh giải phóng Zimbabwe, Julia chuyển đến học tại Đại học Notre Dame ở Indiana. Vào tháng 8 năm 1978, bà có bằng Thạc sĩ Quản trị.